# 瑞光四丁目駅
瑞光四丁目駅（ずいこうよんちょうめえき）は、大阪府大阪市東淀川区瑞光四丁目にある、大阪市高速電気軌道 (Osaka Metro) 今里筋線の駅。駅番号はI12。

## 概要
大阪経大前（おおさかけいだいまえ）の副駅名を持つ。
開業前の仮称は「瑞光駅」であった。
Osaka Metroにおける他の「〜丁目」とつく駅には、天六、谷四、谷六、谷九、がもよんといった略称が使われることも多いが、当駅は大通りの交差点や繁華街のない住宅地にあるため、地元市民に広く通用する略称は存在しない。
当駅は日本に3つしかない、「ず」から始まる駅名を持つ駅のひとつである。

## 歴史
- 2006年（平成18年）
  - 7月10日：駅名を「瑞光四丁目」駅に正式決定。
  - 12月24日：開業。
- 2018年（平成30年）4月1日：大阪市交通局の民営化により、大阪市高速電気軌道 (Osaka Metro) の駅となる。

## 駅構造
島式ホーム1面2線の地下駅。開業当初より可動式ホーム柵が設置されている。改札口は1か所のみ。トイレは改札内の奥にある
当駅は、清水管区駅に所属しており、井高野駅が管轄している。

### のりば
| 番線 | 路線     | 行先       |
| ---- | -------- | ---------- |
| 1    | 今里筋線 | 今里方面   |
| 2    | 今里筋線 | 井高野行き |

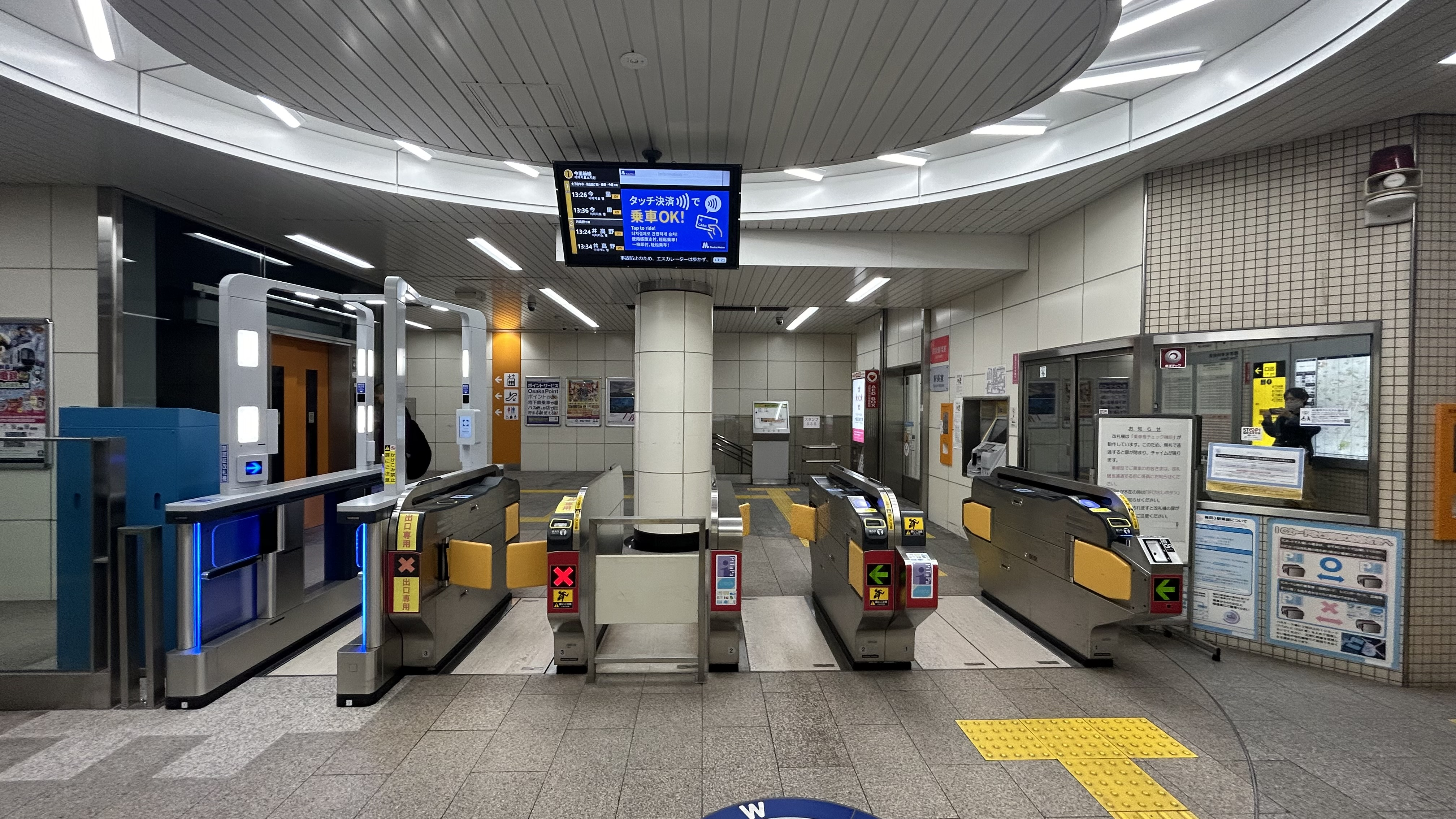
改札（2025年5月）
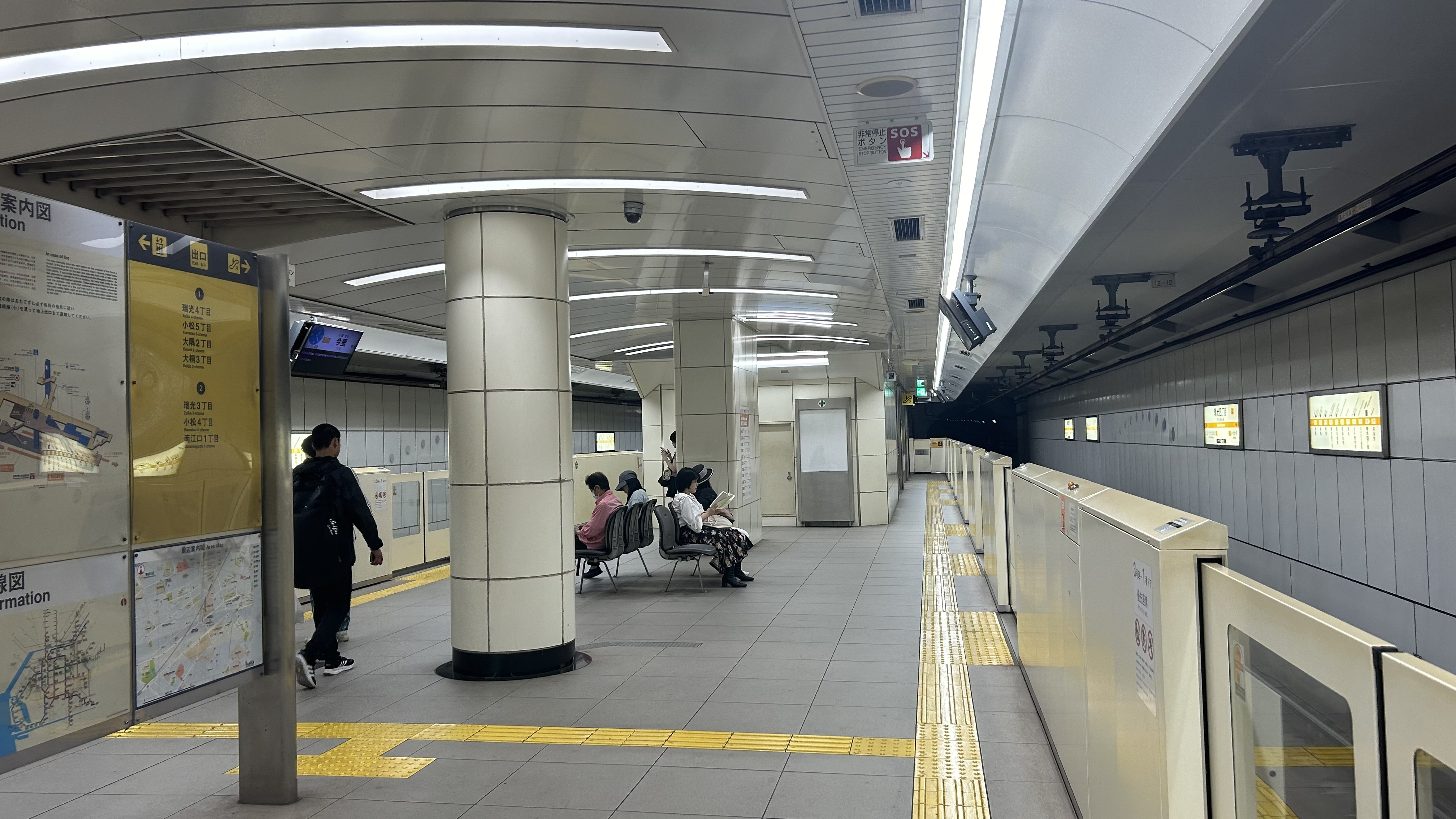
プラットホーム（2025年5月）
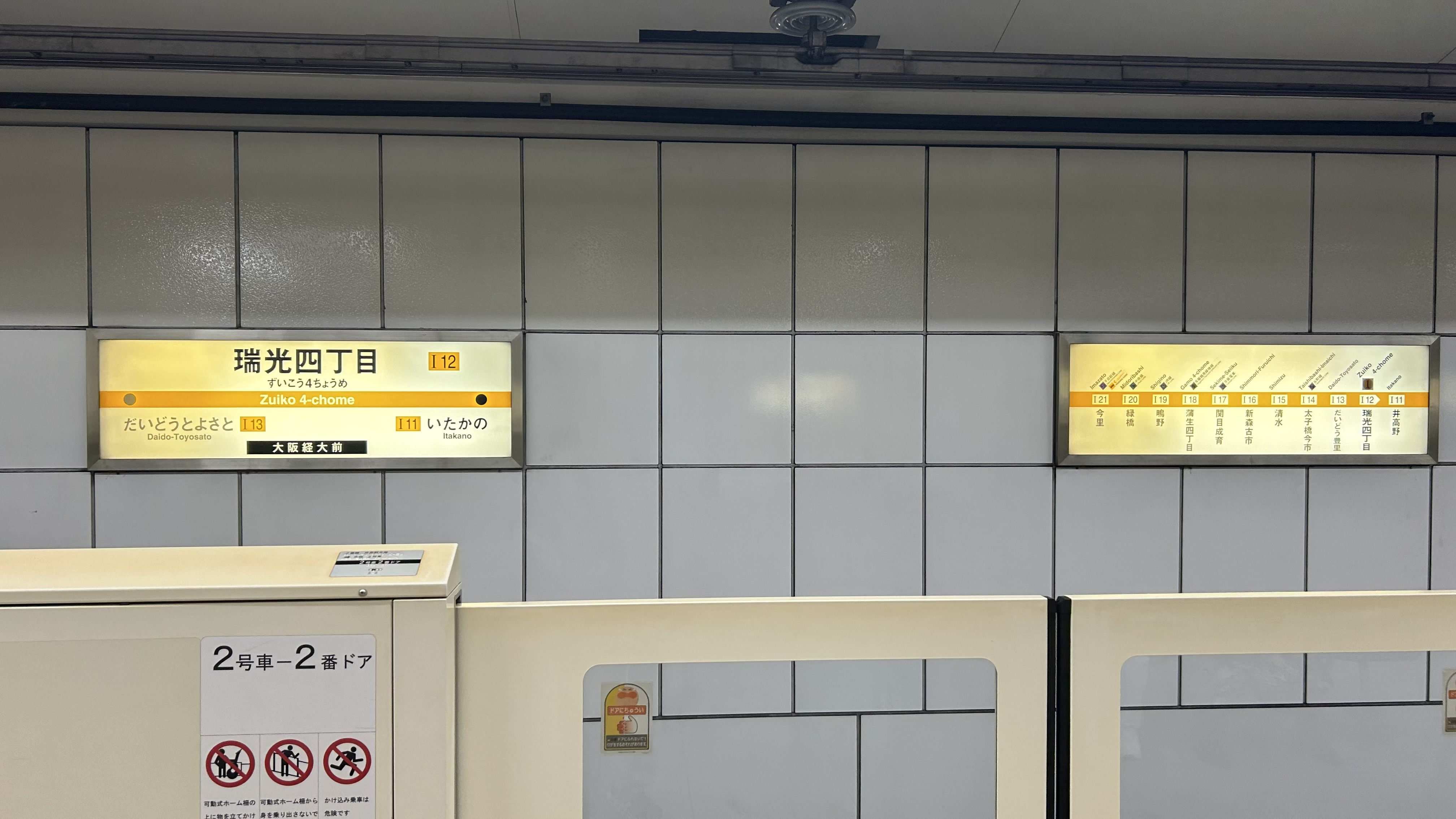
駅名標

### 出口
| 出口番号 | 出口周辺         | 備考             |
| -------- | ---------------- | ---------------- |
| 1        | シティバスのりば | エレベーターあり |
| 2        | シティバスのりば | エレベーターあり |

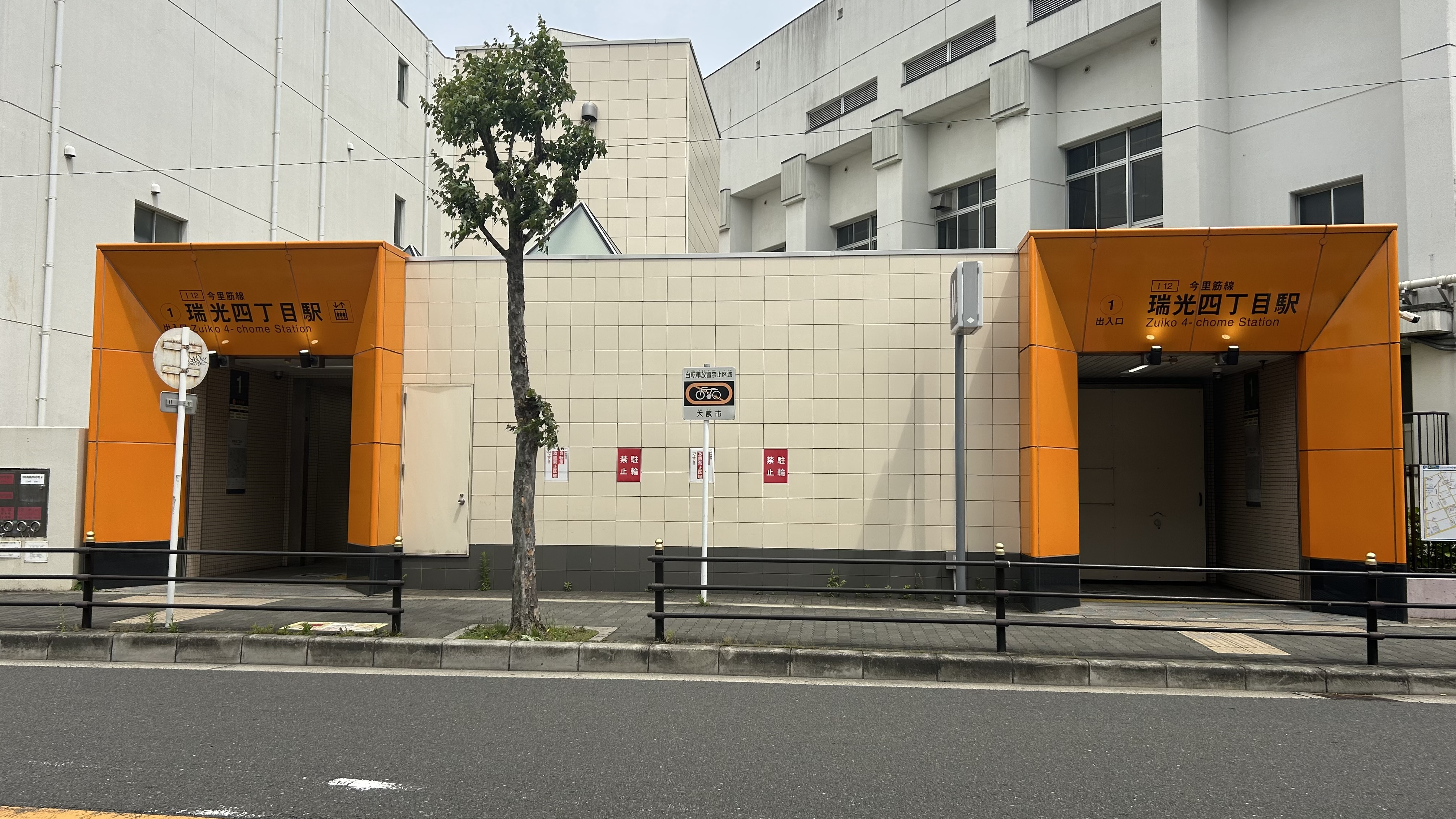
1号出入口（2025年5月）
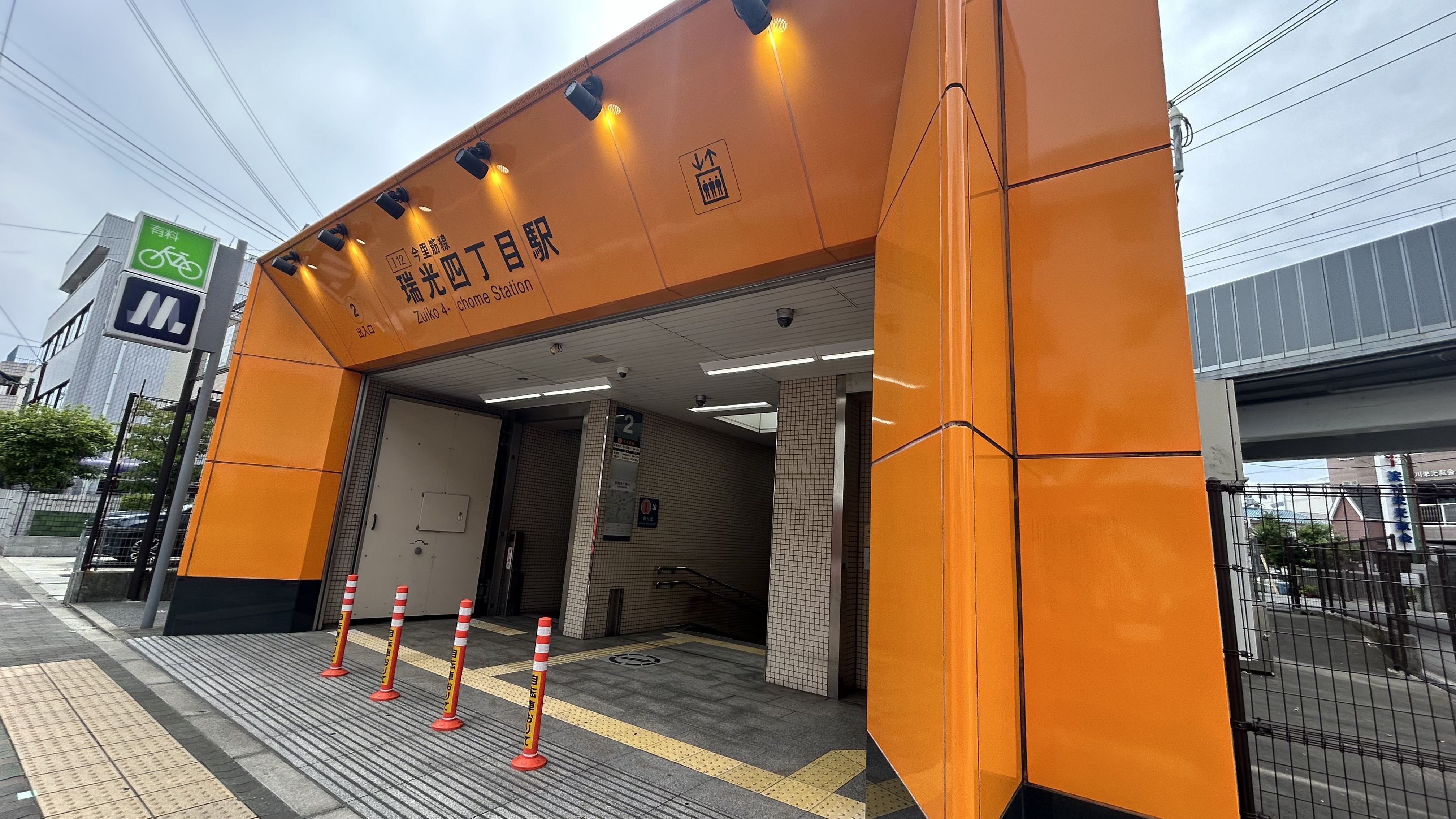
2号出入口（2025年5月）

## 利用状況
2024年11月12日の1日乗降人員は9,781人（乗車人員：4,933人、降車人員：4,848人）である。今里筋線の駅では11駅中6位、他の地下鉄路線と接続しない今里筋線の駅（7駅）では鴫野駅に次いで多い。
各年度の特定日利用状況は下表の通り。
| 年度               | 調査日   | 乗車人員 | 降車人員 | 乗降人員 | 出典          | 出典          |
| 年度               | 調査日   | 乗車人員 | 降車人員 | 乗降人員 | メトロ        | 大阪府        |
| ------------------ | -------- | -------- | -------- | -------- | ------------- | ------------- |
| 2007年（平成19年） | 11月13日 | 2,743    | 2,713    | 5,456    |               | [ 大阪府 1 ]  |
| 2008年（平成20年） | 11月11日 | 3,160    | 3,134    | 6,294    |               | [ 大阪府 2 ]  |
| 2009年（平成21年） | 11月10日 | 3,448    | 3,444    | 6,892    |               | [ 大阪府 3 ]  |
| 2010年（平成22年） | 11月09日 | 3,713    | 3,588    | 7,301    |               | [ 大阪府 4 ]  |
| 2011年（平成23年） | 11月08日 | 3,894    | 3,859    | 7,753    |               | [ 大阪府 5 ]  |
| 2012年（平成24年） | 11月13日 | 4,142    | 4,012    | 8,154    |               | [ 大阪府 6 ]  |
| 2013年（平成25年） | 11月19日 | 4,164    | 4,071    | 8,235    | [ メトロ 1 ]  | [ 大阪府 7 ]  |
| 2014年（平成26年） | 11月11日 | 4,283    | 4,171    | 8,454    | [ メトロ 2 ]  | [ 大阪府 8 ]  |
| 2015年（平成27年） | 11月17日 | 4,401    | 4,295    | 8,696    | [ メトロ 3 ]  | [ 大阪府 9 ]  |
| 2016年（平成28年） | 11月08日 | 4,578    | 4,474    | 9,052    | [ メトロ 4 ]  | [ 大阪府 10 ] |
| 2017年（平成29年） | 11月14日 | 4,903    | 4,767    | 9,670    | [ メトロ 5 ]  | [ 大阪府 11 ] |
| 2018年（平成30年） | 11月13日 | 4,872    | 4,716    | 9,588    | [ メトロ 6 ]  | [ 大阪府 12 ] |
| 2019年（令和元年） | 11月12日 | 4,809    | 4,652    | 9,461    | [ メトロ 7 ]  | [ 大阪府 13 ] |
| 2020年（令和02年） | 11月10日 | 3,087    | 2,983    | 6,070    | [ メトロ 8 ]  | [ 大阪府 14 ] |
| 2021年（令和03年） | 11月16日 | 3,972    | 3,909    | 7,881    | [ メトロ 9 ]  | [ 大阪府 15 ] |
| 2022年（令和04年） | 11月15日 | 4,179    | 4,107    | 8,286    | [ メトロ 10 ] | [ 大阪府 16 ] |
| 2023年（令和05年） | 11月07日 | 4,460    | 4,412    | 8,872    | [ メトロ 11 ] | [ 大阪府 17 ] |
| 2024年（令和06年） | 11月12日 | 4,933    | 4,848    | 9,781    | [ メトロ 12 ] |               |

## 駅周辺
- かみしんプラザ

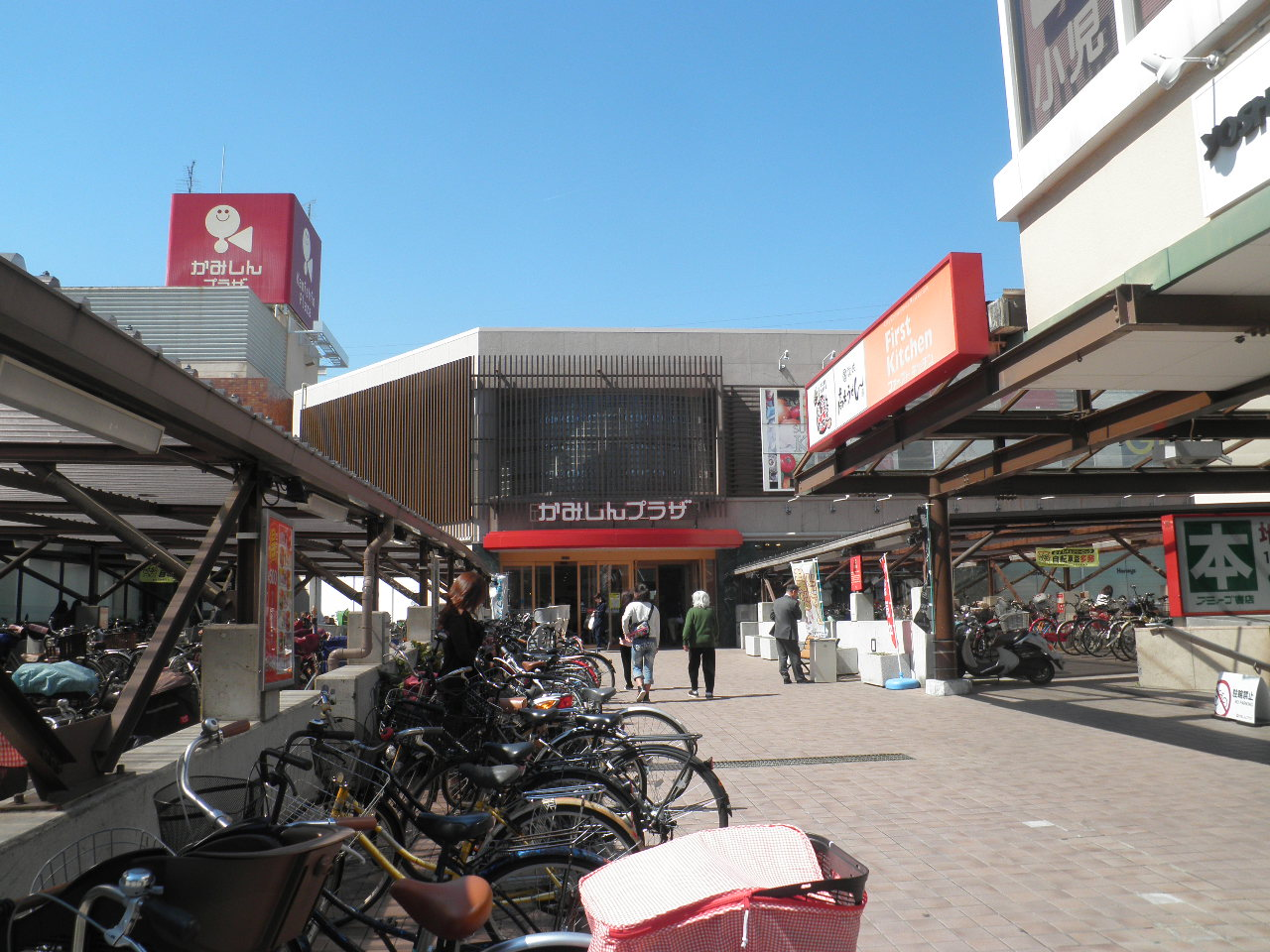
かみしんプラザ

- 大阪市立瑞光中学校 ※中学校敷地内に入り込む形で1号出入口が設置されている。
- 大阪市立大隅東小学校
- 大阪市立大隅西小学校
- 大阪経済大学（案内放送あり）
- 北大阪朝鮮初中級学校
- 東淀川瑞光郵便局
- 北おおさか信用金庫小松支店
- 阪急京都本線上新庄駅 ※徒歩約15分かかる。正式な乗換駅としては案内されていない。
- 市営瑞光住宅
- 市営南江口第一住宅
- 市営南江口第二住宅
- 市営南江口第五住宅
- 市営小松南住宅
- 市営北大桐住宅
- 府営小松住宅
- 瑞光寺 - 境内に紀伊国太地の漁師が豊漁の礼に贈った鯨の骨で造ったといわれる雪鯨橋がある。
- 寂光寺（江口君堂）
- 大隅神社
- 江口城

## バス路線
今里筋線の開通に伴い瑞光四丁目 - 大阪経大前間に大阪シティバスの地下鉄瑞光四丁目停留所が新設された。
- 37号系統：大阪駅前/井高野車庫前
- 50号系統：上新庄駅前/井高野車庫前
- 93号系統：大阪駅前/井高野車庫前

## 隣の駅
大阪市高速電気軌道 (Osaka Metro)
 今里筋線
井高野駅 (I11) - 瑞光四丁目駅 (I12) - だいどう豊里駅 (I13)
- ( ) 内は駅番号を示す。

### 記事本文